# Wola Drwińska
Wola Drwińska – wieś w Polsce położona w województwie małopolskim, w powiecie bocheńskim, w gminie Drwinia.
W latach 1975–1998 miejscowość położona była w województwie krakowskim. Integralna część miejscowości: Błonie.
W Woli Drwińskiej urodzili się: 
- Wawrzyniec Styczeń (1836-1908), działacz społeczny i adwokat, współzałożyciel Towarzystwa Miłośników Historii i Zabytków Krakowa;
- Wawrzyniec Kaim (1896-1940), rzeźbiarz, zamordowany najprawdopodobniej w Auschwitz-Birkenau
- Franciszek Kaim (1919-1996), minister hutnictwa, wicepremier w rządzie Piotra Jaroszewicza.

## Ochotnicza Straż Pożarna
W miejscowości od 1924 funkcjonuje jednostka Ochotniczej Straży Pożarnej, od 18 kwietnia 1995 włączona w struktury Krajowego Systemu Ratowniczo-Gaśniczego (KSRG). Uczestniczyła ona w takich zdarzeniach z życia miejscowości, jak pożar wsi w 1957, erupcja ropy i gazu na szybie nr 70, kiedy konieczna była ewakuacja miejscowości (1965) oraz powodziach w l. 1970 i 1972.
OSP dysponuje remizą z l. 1964-1970 oraz pojazdami Jelcz 004 GCBA 6,6/32 (2003) oraz Peugeot Boxer GLBMRt 0,3/0,4. Pierwszy pojazd OSP otrzymało w 1973 (GAZ-63), kolejnymi były Star 29 oznaczony jako GBM 2,5 (1985), oraz Polonez SLOp (2002). W 2010 jednostka otrzymała sztandar.